# Дмитрів Святослав Сергійович
Святосла́в Сергі́йович Дмитрів (10 грудня 1992 — 31 січня 2015) — старший солдат Збройних Сил України, учасник російсько-української війни.

## Короткий життєпис
Проживав у київському масиві Теремки-2. 2010-го закінчив ЗОШ. Весною 2014-го закінчив строкову службу, восени мобілізований, солдат, 3-й окремий танковий батальйон «Звіробій» — 169-й навчальний центр Сухопутних військ.
Служив кухарем. 31 січня 2015-го загинув під час виконання бойового завдання в зоні ведення бойових дій в районі Ясинуватої. Віз провізію на передову воякам, гарматний снаряд влучив в БМП, у якому знаходився Святослав.
Похований 3 лютого 2015-го в Києві на Південному кладовищі з військовими почестями. Без єдиного сина зосталася мама, без онука — бабуся, без брата — двоюрідна сестра Софія, родина.

## Нагороди та вшанування
- Указом Президента України № 311/2015|4 червня 2015 року, «за особисту мужність і високий професіоналізм, виявлені у захисті державного суверенітету та територіальної цілісності України, вірність військовій присязі», нагороджений орденом «Данила Галицького» (посмертно)[1].
- 29 травня 2015-го в ЗОШ № 319 імені Валерія Лобановського (проспект Валерія Лобановського, 146) відкрито пропам'ятні дошки честі Святослава Дмитріва та Віталія Полонського.
- Вшановується в меморіальному комплексі «Зала пам'яті», в щоденному ранковому церемоніалі 31 січня[2][3].